# بطرس الثالث (بابا الإسكندرية)
بطرس الثالث البابا السابع والعشرون للكنيسة القبطية.

## اختياره بطريركا
كان الأب بطرس كاهنًا بمدينة الإسكندرية، وتلميذًا للبابا ديسقورس وصديقًا لخلفه البابا تيموثاوس الثاني، وبعد وفاة الأخير انتخب الأب بطرس بابا للإسكندرية عام 477، ودافع ونشر فكر معلمه البابا ديسقورس.

## موقف زينون منه
اغتصب زينون عرش القسطنطينية من الإمبراطور باسيلكوس، وإذ كان مناصرًا للخلقيدونيين لم يحتمل تنصيب البابا بطرس الثالث بكونه تم دون تصريح منه، خاصة وأن البابا بدأ عمله البابوي بعقد مجمع بالإسكندرية فيه جدّد حرمان لاون وطومسه، فاعتبر زينون ذلك تحديًا شخصيًا له، وعلى الفور أصدر أمره بنفيه، وإقامة بطريرك دخيل يحتل الكرسي.
اختفي البابا لمدة خمس سنوات، كان خلالها يساند شعبه بالرسائل بينما قاطع الشعب البطريرك الدخيل تمامًا.

## بين البابا ويوحنا التلاوي
فكر بعض المصريين في المناوشات التي كثيرًا ما تحدث بين الأباطرة والكنيسة المصرية بسبب تدخل الأباطرة في أمور الكنيسة الدينية الداخلية، وفي جرأة تقدم وفد منهم تحت رئاسة رجل يدعى يوحنا التلاوي (نسبة إلى تلا بالمنوفية). وسار إلى الإمبراطور يرجوه ترك الحرية للأقباط في اختيار بطريركهم.
التقى الوفد بالإمبراطور، فحسب الأخير أن يوحنا التلاوي فعل ذلك ليختاروه بطريركًا، فأقسم يوحنا أنه لا يقصد ذلك، وأنه لا يقبل ذلك حتى إن طلب الكل منه ذلك، عندئذ استجاب لطلب الوفد. غير أن الوفد عاد وبعد قليل مات الدخيل فرشح يوحنا نفسه للبطريركية وبعث رسائل للأساقفة والإمبراطور يعلمهم بذلك، وبتدبير إلهي وصلت الرسالة إلى أسقف روما قبل وصولها إلى أكاكيوس أسقف القسطنطينية وإلي الإمبراطور، فغضب الإمبراطور ومعه أكاكيوس كيف أخطر يوحنا أسقف روما قبلهما، واتفق الاثنان على إعادة البابا بطرس إلى كرسيه.
أرسل أسقف روما خطابًا للإمبراطور يعلن فيه سروره باعتلاء يوحنا الكرسي، فأجابه الإمبراطور، قائلاً: «إن هذا الإنسان لا يستحق هذه الكرامة السامية لأنه حنث بيمينه»، وأصدر الإمبراطور أمره بإعادة البابا الشرعي واستبعاد يوحنا عن الإسكندرية.

## بين البابا وأكاكيوس
اتصل البطريرك أكاكيوس بأصدقاء البابا بطرس في القسطنطينية، يعلن رغبته في عودة الشركة بين كنيستي الإسكندرية والقسطنطينية، ففرح البابا بطرس جدًا، وتبادل مع أكاكيوس 14 رسالة قبل أن تتم المصالحة، وكان البابا بطرس حريصًا على التمسك بمبادئ كنيسته، موبخًا إياه على انحيازه للخلقيدونية.
جاء في رسالة لأكاكيوس: [أشرق علينا يا سراج الأرثوذكسية، وأنر السبيل لنا نحن الذين ضللنا عن الإيمان المستقيم. كن لنا مثل استفانوس أول الشهداء (أع 7 : 60)، واهتف نحو مضطهديك، قائلاً: «لا تحسب لهم يا رب هذه الخطية»]. وجاء في إحدى رسائل البابا بطرس: [صلِ وصمّ بكل اجتهاد، وأنا أصوم وأصلي معك ومن أجلك، فنرفع كلانا طلبتنا إلى الله باسم الكنيسة الجامعة.]، وقد جاء رد أكاكيوس: [الآن يتهلل قلبي لأنك قبلت أن تشاطرني ما أحمله من أعباء ثقيلة، وإنني أشكر الله الذي هيأ لي فرصة التوبة بصلاتك ومنحني القوة بأصوامك معي وعني. وأنا فرحٌ لأنني سأحظى بالدخول معك إلى الحضرة الإلهية، فأرجو منك الآن أن ترسل إلينا بعض آباء الصحراء وبعض العلمانيين الموثوق بأرثوذكسيتهم لكي يرافقونا في زيارة نزمع أن نقوم بها للإمبراطور لنتحدث إليه بشأن إبرام الصلح بين جميع الكنائس، فنسعد بتثبيت السلام في كنيسة ملك السلام].
وقد تحقق ذلك بإرسال بعض آباء البرية والأراخنة الأتقياء ليحضروا مجمعًا انعقد في القسطنطينية أصدر منشورًا يسمى «منشور زينون» أو «هيوتيكون» أي «كتاب الاتحاد»، يعلن العقيدة الأرثوذكسية. في هذا المنشور أُعلن جحد تعاليم آريوس ونسطور وأوطيخا، وقبول تعاليم مجامع نيقية والقسطنطينية وأفسس، وتعاليم القديس كيرلس الكبير.
تم تبادل الرسائل بين البابا بطرس ومار أكاكيوس وكاد مشروع «كتاب الاتحاد» ينجح ويرد للكنيسة في العالم وحدتها، لولا تصرف البعض، ففي مصر تزعم يعقوب أسقف صا ومينا أسقف مدينة طاما حملة ضد البابا بطرس حاسبين في هذا التصالح تراجعًا عن الإيمان وتساهلاً مع الخلقيدونيين. لكن البابا عقد مجمعًا بالإسكندرية وأقنع الغالبية العظمى من الأساقفة بقبول هذا المنشور، ولم يشذ إلا قلة يدعون الأسيفايين أي «الذين بلا رأس» لأنهم انفصلوا عن قائدهم الروحي.
أما الذي حطم هذا المنشور فهو فيليكس أسقف روما الذي لام أكاكيوس على اشتراكه مع البابا بطرس، وقد أثار زوبعة ضد أكاكيوس، وعقد مجمعًا حرم فيه البابا بطرس ومارأكاكيوس. وبعد وفاة أكاكيوس، جاء خلفه أوفيميوس الذي قطع علاقته مع الإسكندرية. لكنها عادت من جديد علانية في أيام بطاركة القسطنطينية: أفراويطاوس سنة 491م، وتيموثاوس الأول سنة 511م، وأنتيموس سنة 535م، وسرجيوس سنة 608م، وبيروس سنة 639م، وبولس سنة 643م، وبطرس سنة 652م، وتوما سنة 656م، وثيودورس سنة 666م، ويوحنا سنة 712م.

## وفاته
قضى بقية أيامه يهتم بالعمل الرعوي في هدوء واستقرار حتى توفي في 2 هاتور سنة 490، وبعد أن قضى على الكرسي المرقسي ثمان سنوات وثلاثة شهور.